# ブラワヨ
ブラワヨ（Bulawayo）は、ジンバブエ南西部にある都市。人口676,000人の大都市で、ジンバブエ第2の都市である。1997年までは北マタベレランド州に属したが、現在は独立した州となっている。少数民族ンデベレ族の中心都市である。ブラワヨとは、ンデベレ語で「虐殺の地」という意味である。

## 歴史
1893年、ンデベレ族を破ったイギリスが建設。1894年、ブラワヨとケープ植民地を結ぶ鉄道が開通、その後、モザンビークを結ぶベイラ・ブラワヨ鉄道も開通し、以降ローデシアの中心都市のひとつとなった。

## 経済
たばこや鉄鋼など、周辺の農産物や鉱産資源を加工する工業が盛んである。首都ハラレやボツワナ・南アフリカ共和国・ザンビアなど周辺諸国への鉄道も通じている。
市内における慢性的な水不足は、しばしば上水道で給水制限がかかるなど市民経済に影響を与えている

## 政治
ロバート・ムガベ大統領に反対する野党勢力が強く、かつてはジョシュア・ンコモ率いる野党ジンバブエ・アフリカ人民同盟愛国戦線の本拠地であった。同党がムガベの与党ジンバブエ・アフリカ民族同盟愛国戦線に吸収された後も、現在の野党・民主変革運動の支持基盤となっている。

## 出身有名人
- ベンジャミン・ムワルワリ - サッカー選手
- クリス・エリソン (Chris Ellison)  - オーストラリアの政治家
- ヒース・ストリーク (Heath Streak)  - クリケット選手
- ヴザ・ニョニ (Vuza Nyoni)  - サッカー選手
- イアン・マッキントッシュ (Ian McIntosh)  - ラグビーコーチ
- シェパード・シバンダ - 野球選手
- シャーリーン・ウィットストック - モナコ公国 アルベール2世妃
- ムレイ・ポール - バレーボール指導者

## 姉妹都市
- アバディーン、イギリス 1986年
- ダーバン、南アフリカ共和国
- フランシスタウン、ボツワナ